# 24 Horas de Le Mans 2014

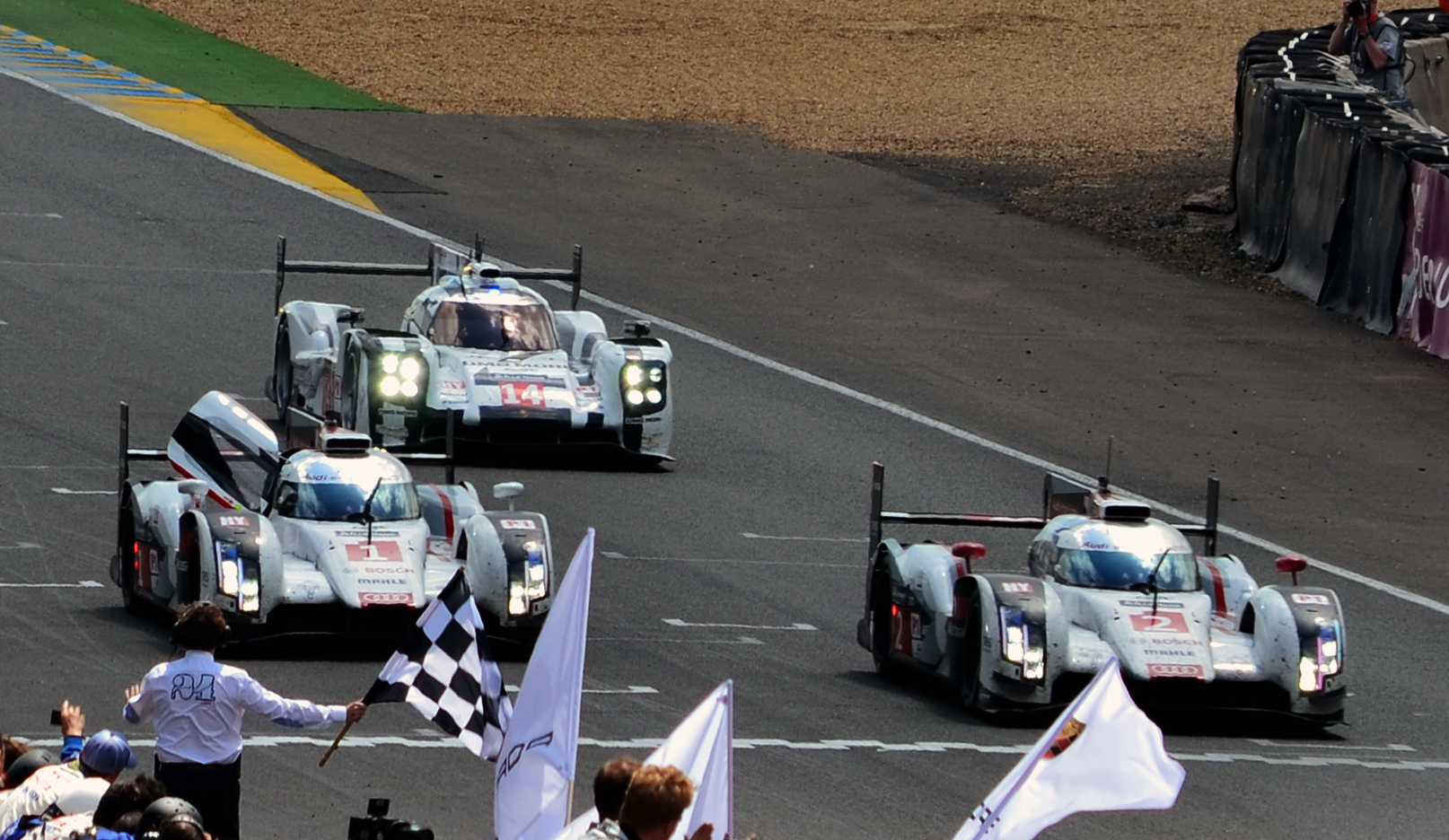
Los Audi R18 e-tron quattro número 2 y 1, así como el Porsche 919 Hybrid número 14, cruzan la línea de meta y recibiendo la bandera a cuadros.

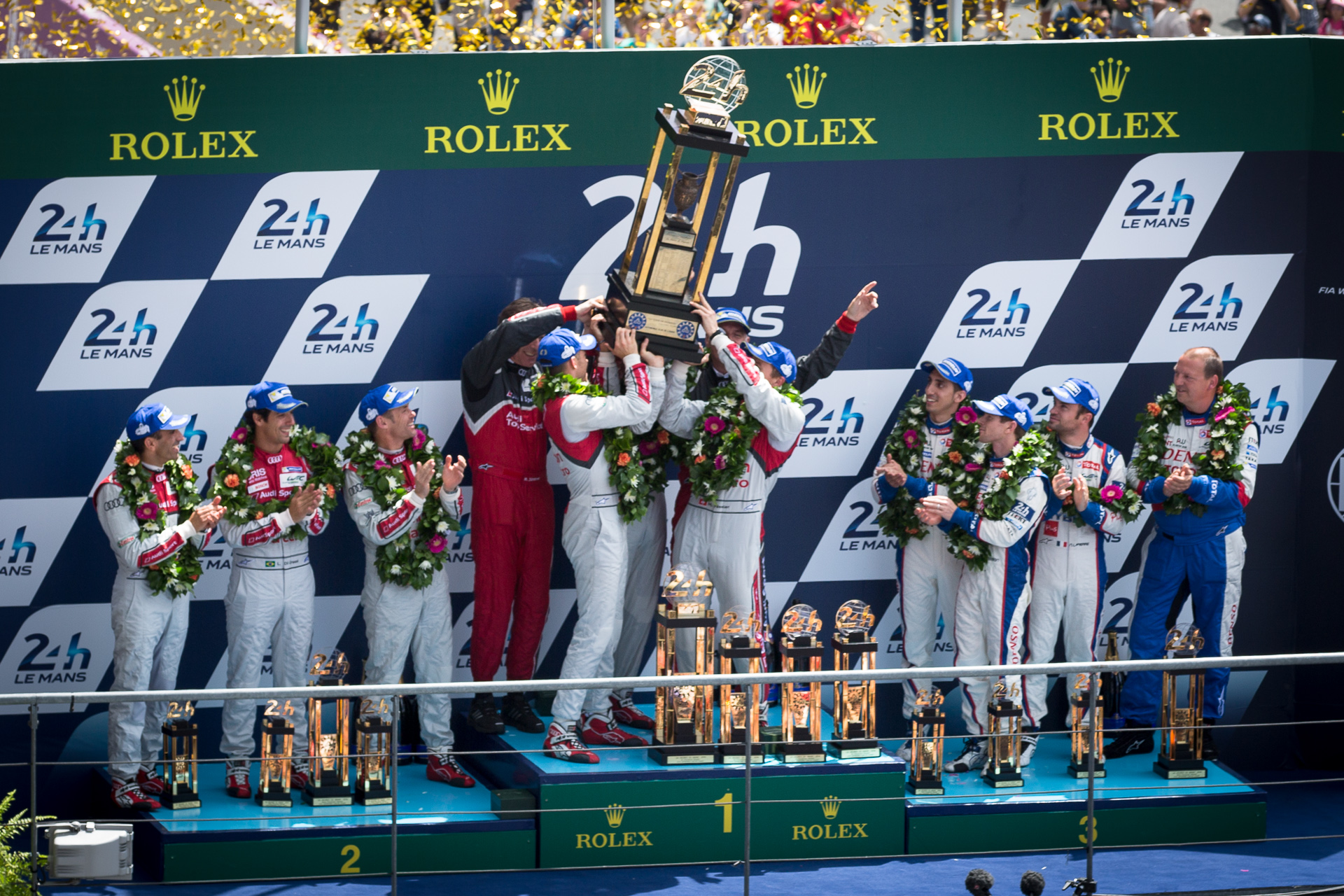
Marcel Fässler, André Lotterer y Benoît Tréluyer levantando el trofeo de ganadores durante la ceremonia del podio.

Las 24 Horas de Le Mans de 2014 (en francés: 24 Heures du Mans 2014) es una carrera de resistencia de automovilismo celebrada el 14 y 15 de junio de 2014 en el Circuito de la Sarthe de Le Mans, Francia. La 82a., edición de las 24 Horas de Le Mans estuvo organizada por el Automobile Club de l'Ouest (ACO). Fue la tercera carrera del Campeonato Mundial de Resistencia de 2014.
La carrera fue ganada por el Audi número 2 pilotado por el suizo Marcel Fässler, el alemán André Lotterer y el francés Benoît Tréluyer, logrando la tercera victoria en la carrera para este trío (después de lo conseguido en 2011 y 2012). La victoria de Audi es la número 13 en el evento desde que la marca debutó en 1999. El Audi tomó el liderato luego de que el Toyota número 7, que lideró la mitad de la carrera, tuvo que abandonar, pero fueron desafiados por los Porsche cuando los dos Audi necesitaron cambios en el turbo. El Audi número 1 finalizó en segundo lugar, tres vueltas detrás del auto ganador, mientras que el Toyota número 8 logró la tercera posición, después de recuperarse de un accidente en la primera hora. La categoría LMP1-L (privados) fue ganada por el Rebellion Toyota n.º 12 de Nick Heidfeld, Mathias Beche y Nicolas Prost, el único auto de dicha clase que finalizó en la carrera.
En LMP2 el triunfo lo consiguió el Zytek-Nissan del equipo de Jota Sport conducido por Simon Dolan, Oliver Turvey y Harry Tincknell, finalizando por delante del Ligier-Nissan del TDS Racing. El Ferrari n.º 51 de AF Corse ganó en la categoría LMGTE Pro con los pilotos Gianmaria Bruni, Giancarlo Fisichella y Toni Vilander, mientras que en la LMGTE Am ganó Aston Martin con un trío de pilotos daneses: David Heinemeier Hansson, Kristian Poulsen y Nicki Thiim.

## Programa
| Programa               | Programa        | Programa                                  |
| Fecha                  | Hora            | Evento                                    |
| Días de pruebas        | Días de pruebas | Días de pruebas                           |
| ---------------------- | --------------- | ----------------------------------------- |
| Viernes, 30 de mayo    | 09:00 – 18:00   | Verificaciones administrativas y técnicas |
| Sábado, 31 de mayo     | 09:00 – 15:00   | Verificaciones administrativas y técnicas |
| Domingo, 1 de junio    | 09:00 – 13:00   | Entrenamientos libres                     |
| Domingo, 1 de junio    | 14:00 – 18:00   | Entrenamientos libres                     |
| 24 Horas de Le Mans    |                 |                                           |
| Domingo, 8 de junio    | 14:30 – 19:00   | Verificaciones administrativas y técnicas |
| Lunes, 9 de junio      | 10:00 – 18:00   | Verificaciones administrativas y técnicas |
| Miércoles, 11 de junio | 16:00 – 20:00   | Entrenamientos libres                     |
| Miércoles, 11 de junio | 22:00 – 00:00   | Clasificación                             |
| Jueves, 12 de junio    | 19:00 – 21:00   | Clasificación                             |
| Jueves, 12 de junio    | 22:00 – 00:00   | Clasificación                             |
| Sábado, 14 de junio    | 09:00 – 09:45   | Calentamiento                             |
| Sábado, 14 de junio    | 15:00           | Inicio de la carrera                      |
| Domingo, 15 de junio   | 15:00           | Fin de la carrera                         |

## Participantes
| 1                          | Audi Sport Team Joest     | Audi R18 e-tron quattro | M | Lucas di Grassi     | Marc Gené           | Tom Kristensen       |
| 2                          | Audi Sport Team Joest     | Audi R18 e-tron quattro | M | Marcel Fässler      | André Lotterer      | Benoît Tréluyer      |
| 3                          | Audi Sport Team Joest     | Audi R18 e-tron quattro | M | Filipe Albuquerque  | Marco Bonanomi      | Oliver Jarvis        |
| 7                          | Toyota Racing             | Toyota TS040 Hybrid     | M | Alexander Wurz      | Stéphane Sarrazin   | Kazuki Nakajima      |
| 8                          | Toyota Racing             | Toyota TS040 Hybrid     | M | Anthony Davidson    | Nicolas Lapierre    | Sébastien Buemi      |
| 14                         | Porsche Team              | Porsche 919 Hybrid      | M | Romain Dumas        | Neel Jani           | Marc Lieb            |
| 20                         | Porsche Team              | Porsche 919 Hybrid      | M | Timo Bernhard       | Mark Webber         | Brendon Hartley      |
| LMP1-L (2 competidores)    |                           |                         |   |                     |                     |                      |
| 12                         | Rebellion Racing          | Rebellion R-One-Toyota  | M | Nicolas Prost       | Nick Heidfeld       | Mathias Beche        |
| 13                         | Rebellion Racing          | Rebellion R-One-Toyota  | M | Dominik Kraihamer   | Andrea Belicchi     | Fabio Leimer         |
| LMP2 (17 competidores)     |                           |                         |   |                     |                     |                      |
| 24                         | Sébastien Loeb Racing     | Oreca 03R-Nissan        | M | René Rast           | Jan Charouz         | Vincent Capillaire   |
| 26                         | G-Drive Racing            | Morgan LMP2-Nissan      | D | Roman Rusinov       | Olivier Pla         | Julien Canal         |
| 27                         | SMP Racing                | Oreca 03R-Nissan        | M | Sergey Zlobin       | Mika Salo           | Anton Ladygin        |
| 29                         | Pegasus Racing            | Morgan LMP2-Nissan      | D | Julien Schell       | Nicolas Leutwiler   | Léo Roussel          |
| 33                         | OAK Racing-Team Asia      | Ligier JS P2-Honda      | M | David Cheng         | Ho-Pin Tung         | Adderly Fong         |
| 34                         | Race Performance          | Oreca 03R-Judd          | D | Michel Frey         | Franck Mailleux     | Jon Lancaster        |
| 35                         | OAK Racing                | Ligier JS P2-Nissan     | D | Alex Brundle        | Jann Mardenborough  | Mark Shulzhitskiy    |
| 36                         | Signatech Alpine          | Alpine A450b-Nissan     | D | Paul-Loup Chatin    | Nelson Panciatici   | Oliver Webb          |
| 37                         | SMP Racing                | Oreca 03R-Nissan        | M | Kirill Ladygin      | Nicolas Minassian   | Maurizio Mediani     |
| 38                         | Jota Sport                | Zytek Z11SN-Nissan      | D | Simon Dolan         | Harry Tincknell     | Oliver Turvey        |
| 41                         | Greaves Motorsport        | Zytek Z11SN-Nissan      | D | Michael Munemann    | Alessandro Latif    | James Winslow        |
| 42                         | Caterham Racing           | Zytek Z11SN-Nissan      | D | Tom Kimber-Smith    | Matthew McMurry     | Chris Dyson          |
| 43                         | Newblood by Morand Racing | Morgan LMP2-Judd        | D | Christian Klien     | Gary Hirsch         | Romain Brandela      |
| 46                         | Thiriet by TDS Racing     | Ligier JS P2-Nissan     | D | Pierre Thiriet      | Ludovic Badey       | Tristan Gommendy     |
| 47                         | KCMG                      | Oreca 03R-Nissan        | D | Matthew Howson      | Richard Bradley     | Alexandre Imperatori |
| 48                         | Murphy Prototypes         | Oreca 03R-Nissan        | D | Nathanaël Berthon   | Rodolfo Gonzalez    | Karun Chandhok       |
| 50                         | Larbre Compétition        | Morgan LMP2-Judd        | M | Pierre Ragues       | Ricky Taylor        | Keiko Ihara          |
| LMGTE Pro (9 competidores) |                           |                         |   |                     |                     |                      |
| 51                         | AF Corse                  | Ferrari 458 Italia      | M | Gianmaria Bruni     | Toni Vilander       | Giancarlo Fisichella |
| 52                         | Ram Racing                | Ferrari 458 Italia      | M | Matt Griffin        | Álvaro Parente      | Federico Leo         |
| 71                         | AF Corse                  | Ferrari 458 Italia      | M | Davide Rigon        | Pierre Kaffer       | Olivier Beretta      |
| 73                         | Corvette Racing           | Chevrolet Corvette      | M | Jan Magnussen       | Antonio García      | Jordan Taylor        |
| 74                         | Corvette Racing           | Chevrolet Corvette      | M | Oliver Gavin        | Tommy Milner        | Richard Westbrook    |
| 79                         | Prospeed Competition      | Porsche 911             | M | Cooper MacNeil      | Jeroen Bleekemolen  | ninguno              |
| 91                         | Porsche Team Manthey      | Porsche 911             | M | Patrick Pilet       | Jörg Bergmeister    | Nick Tandy           |
| 92                         | Porsche Team Manthey      | Porsche 911             | M | Marco Holzer        | Frédéric Makowiecki | Richard Lietz        |
| 97                         | Aston Martin Racing       | Aston Martin Vantage    | M | Darren Turner       | Stefan Mücke        | Bruno Senna          |
| 99                         | Aston Martin Racing       | Aston Martin Vantage    | M | Alex MacDowall      | Darryl O'Young      | Fernando Rees        |
| LMGTE Am (19 competidores) |                           |                         |   |                     |                     |                      |
| 53                         | Ram Racing                | Ferrari 458 Italia      | M | Johnny Mowlem       | Mark Patterson      | Archie Hamilton      |
| 57                         | Krohn Racing              | Ferrari 458 Italia      | M | Tracy Krohn         | Niclas Jönsson      | Ben Collins          |
| 58                         | Team Sofrev ASP           | Ferrari 458 Italia      | M | Fabien Barthez      | Anthony Ponsn       | Soheil Ayari         |
| 60                         | AF Corse                  | Ferrari 458 Italia      | M | Peter Ashley Mann   | Lorenzo Casè        | Raffaele Giammaria   |
| 61                         | AF Corse                  | Ferrari 458 Italia      | M | Luís Pérez Companc  | Marco Cioci         | Mirko Venturi        |
| 62                         | AF Corse                  | Ferrari 458 Italia      | M | Yannick Mallégol    | Jean-Marc Bachelier | Howard Blank         |
| 66                         | JMW Motorsport            | Ferrari 458 Italia      | M | Abdulaziz Al-Faisal | Seth Neiman         | Spencer Pumpelly     |
| 67                         | IMSA Performance          | Porsche 911             | M | Erik Maris          | Jean-Marc Merlin    | Éric Hélary          |
| 70                         | Team Taisan               | Ferrari 458 Italia      | M | Shinji Nakano       | Pierre Ehret        | Martin Rich          |
| 72                         | SMP Racing                | Ferrari 458 Italia      | M | Andrea Bertolini    | Victor Shaitar      | Aleksey Basov        |
| 75                         | Prospeed Competition      | Porsche 911             | M | François Perrodo    | Emmanuel Collard    | Markus Palttala      |
| 76                         | IMSA Performance          | Porsche 911             | M | Raymond Narac       | Nicolas Armindo     | David Hallyday       |
| 77                         | Dempsey Racing-Proton     | Porsche 911             | M | Patrick Dempsey     | Joe Foster          | Patrick Long         |
| 81                         | AF Corse                  | Ferrari 458 Italia      | M | Stephen Wyatt       | Michele Rugolo      | Sam Bird             |
| 88                         | Proton Competition        | Porsche 911             | M | Christian Ried      | Klaus Bachler       | Khaled Al Qubaisi    |
| 90                         | 8 Star Motorsports        | Ferrari 458 Italia      | M | Frankie Montecalvo  | Gianluca Roda       | Paolo Ruberti        |
| 95                         | Aston Martin Racing       | Aston Martin Vantage    | M | Christoffer Nygaard | Nicki Thiim         | Mathias Lauda        |
| Invitación                 |                           |                         |   |                     |                     |                      |
| 0                          | Nissan Motorsports Global | Nissan ZEOD RC          | M | Lucas Ordóñez       | Michael Krumm       | Satoshi Motoyama     |

      Participa en la temporada del World Endurance Championship
      Participa en la temporada de la European Le Mans Series
      Participa en la temporada de la United SportsCar Championship

## Clasificación
| Pos. | Categoría | Nº | Equipo                    | Clasificación 1 | Clasificación 2 | Clasificación 3 | Diferencia | Grid |
| ---- | --------- | -- | ------------------------- | --------------- | --------------- | --------------- | ---------- | ---- |
| 1    | LMP1-H    | 7  | Toyota Racing             | 3:25.313        | 3:22.589        | 3:21.789        |            | 1    |
| 2    | LMP1-H    | 14 | Porsche Team              | 3:23.928        | 3:22.708        | 3:22.146        | +0.357     | 2    |
| 3    | LMP1-H    | 8  | Toyota Racing             | 3:25.410        | 3:23.661        | 3:22.523        | +0.734     | 3    |
| 4    | LMP1-H    | 20 | Porsche Team              | 3:23.157        | 3:22.908        | 3:24.136        | +1.119     | 4    |
| 5    | LMP1-H    | 3  | Audi Sport Team Joest     | 3:26.445        | 3:23.271        | 3:23.364        | +1.482     | 5    |
| 6    | LMP1-H    | 2  | Audi Sport Team Joest     | 3:26.388        | 3:24.276        | 3:24.729        | +2.487     | 6    |
| 7    | LMP1-H    | 1  | Audi Sport Team Joest     | Sin tiempo      | 3:26.490        | 3:25.814        | +4.025     | 7    |
| 8    | LMP1-L    | 12 | Rebellion Racing          | 3:34.922        | 3:31.180        | 3:29.763        | +7.974     | 8    |
| 9    | LMP1-L    | 13 | Rebellion Racing          | 3:33.117        | 3:31.608        | 3:33.050        | +9.819     | 9    |
| 10   | LMP2      | 46 | Thiriet by TDS Racing     | 3:42.730        | 3:38.094        | 3:37.609        | +15.820    | 10   |
| 11   | LMP2      | 38 | Jota Sport                | 3:45.928        | 3:44.482        | 3:37.674        | +15.885    | 11   |
| 12   | LMP2      | 35 | OAK Racing                | 3:39.822        | 3:39.523        | 3:37.892        | +16.103    | 12   |
| 13   | LMP2      | 26 | G-Drive Racing            | 3:38.843        | 3:41.446        | 3:38.000        | +16.211    | 13   |
| 14   | LMP2      | 36 | Signatech Alpine          | 3:39.490        | 3:38.769        | 3:38.089        | +16.300    | 14   |
| 15   | LMP2      | 48 | Murphy Prototypes         | 3:41.502        | 3:28.207        | 3:39.091        | +16.418    | 15   |
| 16   | LMP2      | 47 | KCMG                      | 3:39.586        | 3:40.476        | 3:38.689        | +16.900    | 16   |
| 17   | LMP2      | 43 | Newblood by Morand Racing | 3:46.018        | 3:39.135        | 3:41.066        | +17.346    | 17   |
| 18   | LMP2      | 34 | Race Performance          | 3:39.993        | 3:44.486        | 3:40.819        | +18.204    | 18   |
| 19   | LMP2      | 42 | Caterham Racing           | 3:41.847        | 3:47.255        | 3:40.035        | +18.246    | 19   |
| 20   | LMP2      | 24 | Sébastien Loeb Racing     | 3:43.507        | 3:40.407        | 3:44.022        | +18.618    | 20   |
| 21   | LMP2      | 37 | SMP Racing                | 3:46.940        | 3:44.395        | 3:41.297        | +19.508    | 21   |
| 22   | LMP2      | 27 | SMP Racing                | 3:43.618        | 3:42.527        | 3:42.131        | +20.342    | 22   |
| 23   | LMP2      | 29 | Pegasus Racing            | 3:49.046        | 3:42.438        | Sin tiempo      | +20.649    | 23   |
| 24   | LMP2      | 33 | OAK Racing-Team Asia      | 3:42.998        | 3:48.325        | 3:43.158        | +21.199    | 24   |
| 25   | LMP2      | 50 | Larbre Compétition        | 3:53.948        | 3:47.015        | 3:43.843        | +22.054    | 25   |
| 26   | LMP2      | 41 | Greaves Motorsport        | Sin tiempo      | 3:44.293        | 3:44.437        | +22.504    | 26   |
| 27   |           | 0  | Nissan Motorsports Global | Sin tiempo      | 3:57.096        | 3:50.185        | +28.396    | 27   |
| 28   | LMGTE Pro | 51 | AF Corse                  | 3:54.754        | 3:55.552        | 3:53.700        | +31.911    | 28   |
| 29   | LMGTE Am  | 81 | AF Corse                  | 4:02.452        | 3:57.665        | 3:54.665        | +32.876    | 29   |
| 30   | LMGTE Pro | 73 | Corvette Racing           | 3:56.443        | 3:55.038        | 3:54.777        | +32.988    | 30   |
| 31   | LMGTE Pro | 97 | Aston Martin Racing       | 3:55.067        | 3:56.516        | 3:54.891        | +33.102    | 31   |
| 32   | LMGTE Pro | 74 | Corvette Racing           | 3:59.445        | 3:57.160        | 3:55.190        | +33.401    | 32   |
| 33   | LMGTE Pro | 52 | Ram Racing                | 3:57.793        | 3:56.642        | 3:55.347        | +33.558    | 33   |
| 34   | LMGTE Pro | 92 | Porsche Team Manthey      | 3:55.516        | 3:57.356        | 3:55.694        | +33.727    | 34   |
| 35   | LMGTE Am  | 98 | Aston Martin Racing       | 4:00.017        | 3:57.445        | 3:55.644        | +33.855    | 35   |
| 36   | LMGTE Pro | 91 | Porsche Team Manthey      | 3:56.584        | 3:57.682        | 3:55.745        | +33.956    | 36   |
| 37   | LMGTE Am  | 95 | Aston Martin Racing       | 4:06.464        | 3:56.994        | 3:55.944        | +34.155    | 37   |
| 38   | LMGTE Am  | 61 | AF Corse                  | 3:56.919        | 3:56.917        | 3:55.977        | +34.188    | 38   |
| 39   | LMGTE Am  | 72 | SMP Racing                | 3:56.787        | 3:58.778        | 3:56.063        | +34.274    | 39   |
| 40   | LMGTE Am  | 88 | Proton Competition        | 3:59.291        | 3:59.920        | 3:56.974        | +35.185    | 40   |
| 41   | LMGTE Am  | 77 | Dempsey Racing-Proton     | 3:57.004        | 3:58.373        | 3:57.230        | +35.215    | 41   |
| 42   | LMGTE Am  | 90 | 8 Star Motorsports        | Sin tiempo      | Sin tiempo      | 3:57.217        | +35.428    | 42   |
| 43   | LMGTE Pro | 99 | Aston Martin Racing       | 3:57.258        | Retirado        | Retirado        | +35.469    | –    |
| 44   | LMGTE Am  | 60 | AF Corse                  | 4:22.744        | 4:01.425        | 3:57.274        | +35.485    | 43   |
| 45   | LMGTE Am  | 66 | JMW Motorsport            | 4:05.046        | 3:58.512        | 3:57.757        | +35.968    | 44   |
| 46   | LMGTE Am  | 53 | Ram Racing                | 3:59.794        | 4:02.175        | 3:57.958        | +36.169    | 45   |
| 47   | LMGTE Pro | 71 | AF Corse                  | 3:58.330        | 3:58.086        | Sin tiempo      | +36.297    | 46   |
| 48   | LMGTE Am  | 76 | IMSA Performance          | Sin tiempo      | 4:06.021        | 3:58.398        | +36.609    | 47   |
| 49   | LMGTE Pro | 79 | Prospeed Competition      | 4:01.226        | 3:59.012        | Sin tiempo      | +37.223    | 48   |
| 50   | LMGTE Am  | 75 | Prospeed Competition      | 3:59.394        | 3:59.604        | 4:05.147        | +37.605    | 49   |
| 51   | LMGTE Am  | 58 | Team Sofrev ASP           | 3:59.837        | 4:07.434        | 4:03.947        | +38.048    | 50   |
| 52   | LMGTE Am  | 57 | Krohn Racing              | 4:03.789        | 4:01.686        | 4:01.006        | +39.217    | 51   |
| 53   | LMGTE Am  | 70 | Team Taisan               | 4:03.066        | 4:01.446        | 4:04.512        | +39.657    | 52   |
| 54   | LMGTE Am  | 67 | IMSA Performance          | Sin tiempo      | 4:03.903        | 4:03.277        | +41.488    | 53   |
| 55   | LMGTE Am  | 62 | AF Corse                  | 4:11.533        | 4:20.025        | 4:10.354        | +48.565    | 54   |

## Carrera
| Pos | Clase                 | N.º | Equipo                    | Pilotos                                               | Chasis                           | Neumático | Tiempo |
| Pos | Clase                 | N.º | Equipo                    | Pilotos                                               | Motor                            | Neumático | Tiempo |
| --- | --------------------- | --- | ------------------------- | ----------------------------------------------------- | -------------------------------- | --------- | ------ |
| 1   | LMP1-H                | 2   | Audi Sport Team Joest     | André Lotterer Marcel Fässler Benoît Tréluyer         | Audi R18 e-tron quattro          | M         | 379    |
| 1   | LMP1-H                | 2   | Audi Sport Team Joest     | André Lotterer Marcel Fässler Benoît Tréluyer         | Audi TDI 4.0 L Turbo V6 (Diésel) | M         | 379    |
| 2   | LMP1-H                | 1   | Audi Sport Team Joest     | Tom Kristensen Marc Gené Lucas Di Grassi              | Audi R18 e-tron quattro          | M         | 376    |
| 2   | LMP1-H                | 1   | Audi Sport Team Joest     | Tom Kristensen Marc Gené Lucas Di Grassi              | Audi TDI 4.0 L Turbo V6 (Diésel) | M         | 376    |
| 3   | LMP1-H                | 8   | Toyota Racing             | Anthony Davidson Sébastien Buemi Nicolas Lapierre     | Toyota TS040 Hybrid              | M         | 374    |
| 3   | LMP1-H                | 8   | Toyota Racing             | Anthony Davidson Sébastien Buemi Nicolas Lapierre     | Toyota 3.7 L V8                  | M         | 374    |
| 4   | LMP1-L                | 12  | Rebellion Racing          | Nicolas Prost Nick Heidfeld Mathias Beche             | Rebellion R-One                  | M         | 360    |
| 4   | LMP1-L                | 12  | Rebellion Racing          | Nicolas Prost Nick Heidfeld Mathias Beche             | Toyota RV8KLM 3.4 L V8           | M         | 360    |
| 5   | LMP2                  | 38  | Jota Sport                | Simon Dolan Harry Tincknell Oliver Turvey             | Zytek Z11SN                      | D         | 356    |
| 5   | LMP2                  | 38  | Jota Sport                | Simon Dolan Harry Tincknell Oliver Turvey             | Nissan VK45DE 4.5 L V8           | D         | 356    |
| 6   | LMP2                  | 46  | Thiriet by TDS Racing     | Pierre Thiriet Ludovic Badey Tristan Gommendy         | Ligier JS P2                     | D         | 355    |
| 6   | LMP2                  | 46  | Thiriet by TDS Racing     | Pierre Thiriet Ludovic Badey Tristan Gommendy         | Nissan VK45DE 4.5 L V8           | D         | 355    |
| 7   | LMP2                  | 36  | Signatech Alpine          | Paul-Loup Chatin Nelson Panciatici Oliver Webb        | Alpine A450b                     | D         | 355    |
| 7   | LMP2                  | 36  | Signatech Alpine          | Paul-Loup Chatin Nelson Panciatici Oliver Webb        | Nissan VK45DE 4.5 L V8           | D         | 355    |
| 8   | LMP2                  | 24  | Sébastien Loeb Racing     | René Rast Jan Charouz Vincent Capillaire              | Oreca 03R                        | M         | 354    |
| 8   | LMP2                  | 24  | Sébastien Loeb Racing     | René Rast Jan Charouz Vincent Capillaire              | Nissan VK45DE 4.5 L V8           | M         | 354    |
| 9   | LMP2                  | 35  | OAK Racing                | Alex Brundle Jann Mardenborough Mark Shulzhitskiy     | Ligier JS P2                     | D         | 354    |
| 9   | LMP2                  | 35  | OAK Racing                | Alex Brundle Jann Mardenborough Mark Shulzhitskiy     | Nissan VK45DE 4.5 L V8           | D         | 354    |
| 10  | LMP2                  | 43  | Newblood by Morand Racing | Gary Hirsch Romain Brandela Christian Klien           | Morgan LMP2                      | D         | 352    |
| 10  | LMP2                  | 43  | Newblood by Morand Racing | Gary Hirsch Romain Brandela Christian Klien           | Judd HK 3.6 L V8                 | D         | 352    |
| 11  | LMP1-H                | 14  | Porsche Team              | Marc Lieb Romain Dumas Neel Jani                      | Porsche 919 Hybrid               | M         | 348    |
| 11  | LMP1-H                | 14  | Porsche Team              | Marc Lieb Romain Dumas Neel Jani                      | Porsche 2.0 L Turbo V4           | M         | 348    |
| 12  | LMP2                  | 33  | OAK Racing-Team Asia      | David Cheng Ho-Pin Tung Adderly Fong                  | Ligier JS P2                     | M         | 347    |
| 12  | LMP2                  | 33  | OAK Racing-Team Asia      | David Cheng Ho-Pin Tung Adderly Fong                  | Honda HR28TT 2.8 L Turbo V6      | M         | 347    |
| 13  | LMP2                  | 34  | Race Performance          | Michel Frey Franck Mailleux Jon Lancaster             | Oreca 03R                        | D         | 342    |
| 13  | LMP2                  | 34  | Race Performance          | Michel Frey Franck Mailleux Jon Lancaster             | Judd HK 3.6 L V8                 | D         | 342    |
| 14  | LMP2                  | 50  | Larbre Compétition        | Pierre Ragues Keiko Ihara Ricky Taylor                | Morgan LMP2                      | M         | 341    |
| 14  | LMP2                  | 50  | Larbre Compétition        | Pierre Ragues Keiko Ihara Ricky Taylor                | Judd HK 3.6 L V8                 | M         | 341    |
| 15  | LMGTE Pro             | 51  | AF Corse                  | Gianmaria Bruni Giancarlo Fisichella Toni Vilander    | Ferrari 458 Italia GT2           | M         | 339    |
| 15  | LMGTE Pro             | 51  | AF Corse                  | Gianmaria Bruni Giancarlo Fisichella Toni Vilander    | Ferrari 4.5 L V8                 | M         | 339    |
| 16  | LMGTE Pro             | 73  | Corvette Racing           | Jan Magnussen Antonio García Jordan Taylor            | Chevrolet Corvette C7.R          | M         | 338    |
| 16  | LMGTE Pro             | 73  | Corvette Racing           | Jan Magnussen Antonio García Jordan Taylor            | Chevrolet 5.5 L V8               | M         | 338    |
| 17  | LMGTE Pro             | 92  | Porsche Team Manthey      | Marco Holzer Frédéric Makowiecki Richard Lietz        | Porsche 911 RSR                  | M         | 337    |
| 17  | LMGTE Pro             | 92  | Porsche Team Manthey      | Marco Holzer Frédéric Makowiecki Richard Lietz        | Porsche 4.0 L Flat-6             | M         | 337    |
| 18  | LMP2                  | 29  | Pegasus Racing            | Julien Schell Léo Roussel Nicolas Leutwiler           | Morgan LMP2                      | D         | 336    |
| 18  | LMP2                  | 29  | Pegasus Racing            | Julien Schell Léo Roussel Nicolas Leutwiler           | Nissan VK45DE 4.5 L V8           | D         | 336    |
| 19  | LMGTE Am              | 95  | Aston Martin Racing       | David Heinemeier Hansson Kristian Poulsen Nicki Thiim | Aston Martin V8 Vantage GTE      | M         | 334    |
| 19  | LMGTE Am              | 95  | Aston Martin Racing       | David Heinemeier Hansson Kristian Poulsen Nicki Thiim | Aston Martin 4.5 L V8            | M         | 334    |
| 20  | LMGTE Pro             | 74  | Corvette Racing           | Tommy Milner Oliver Gavin Richard Westbrook           | Chevrolet Corvette C7.R          | M         | 333    |
| 20  | LMGTE Pro             | 74  | Corvette Racing           | Tommy Milner Oliver Gavin Richard Westbrook           | Chevrolet 5.5 L V8               | M         | 333    |
| 21  | LMGTE Am              | 88  | Proton Competition        | Christian Ried Klaus Bachler Khaled Al Qubaisi        | Porsche 911 RSR                  | M         | 332    |
| 21  | LMGTE Am              | 88  | Proton Competition        | Christian Ried Klaus Bachler Khaled Al Qubaisi        | Porsche 4.0 L Flat-6             | M         | 332    |
| 22  | LMGTE Am              | 61  | AF Corse                  | Luís Pérez Companc Marco Cioci Mirko Venturi          | Ferrari 458 Italia GT2           | M         | 331    |
| 22  | LMGTE Am              | 61  | AF Corse                  | Luís Pérez Companc Marco Cioci Mirko Venturi          | Ferrari 4.5 L V8                 | M         | 331    |
| 23  | LMGTE Am              | 90  | 8 Star Motorsports        | Frankie Montecalvo Paolo Ruberti Gianluca Roda        | Ferrari 458 Italia GT2           | M         | 330    |
| 23  | LMGTE Am              | 90  | 8 Star Motorsports        | Frankie Montecalvo Paolo Ruberti Gianluca Roda        | Ferrari 4.5 L V8                 | M         | 330    |
| 24  | LMGTE Am              | 77  | Dempsey Racing-Proton     | Patrick Dempsey Joe Foster Patrick Long               | Porsche 911 RSR                  | M         | 329    |
| 24  | LMGTE Am              | 77  | Dempsey Racing-Proton     | Patrick Dempsey Joe Foster Patrick Long               | Porsche 4.0 L Flat-6             | M         | 329    |
| 25  | LMP2                  | 42  | Caterham Racing           | Tom Kimber-Smith Chris Dyson Matt McMurry             | Zytek Z11SN                      | D         | 329    |
| 25  | LMP2                  | 42  | Caterham Racing           | Tom Kimber-Smith Chris Dyson Matt McMurry             | Nissan VK45DE 4.5 L V8           | D         | 329    |
| 26  | LMGTE Am              | 98  | Aston Martin Racing       | Paul Dalla Lana Pedro Lamy Christoffer Nygaard        | Aston Martin V8 Vantage GTE      | M         | 329    |
| 26  | LMGTE Am              | 98  | Aston Martin Racing       | Paul Dalla Lana Pedro Lamy Christoffer Nygaard        | Aston Martin 4.5 L V8            | M         | 329    |
| 27  | LMGTE Am              | 66  | JMW Motorsport            | Abdulaziz Al-Faisal Seth Neiman Spencer Pumpelly      | Ferrari 458 Italia GT2           | M         | 327    |
| 27  | LMGTE Am              | 66  | JMW Motorsport            | Abdulaziz Al-Faisal Seth Neiman Spencer Pumpelly      | Ferrari 4.5 L V8                 | M         | 327    |
| 28  | LMGTE Am              | 70  | Team Taisan               | Shinji Nakano Martin Rich Pierre Ehret                | Ferrari 458 Italia GT2           | M         | 327    |
| 28  | LMGTE Am              | 70  | Team Taisan               | Shinji Nakano Martin Rich Pierre Ehret                | Ferrari 4.5 L V8                 | M         | 327    |
| 29  | LMGTE Am              | 58  | Team Sofrev ASP           | Anthony Pons Soheil Ayari Fabien Barthez              | Ferrari 458 Italia GT2           | M         | 325    |
| 29  | LMGTE Am              | 58  | Team Sofrev ASP           | Anthony Pons Soheil Ayari Fabien Barthez              | Ferrari 4.5 L V8                 | M         | 325    |
| 30  | LMGTE Am              | 57  | Krohn Racing              | Tracy Krohn Niclas Jönsson Ben Collins                | Ferrari 458 Italia GT2           | M         | 324    |
| 30  | LMGTE Am              | 57  | Krohn Racing              | Tracy Krohn Niclas Jönsson Ben Collins                | Ferrari 4.5 L V8                 | M         | 324    |
| 31  | LMGTE Am              | 76  | IMSA Performance Matmut   | Raymond Narac Nicolas Armindo David Hallyday          | Porsche 997 GT3-RSR              | M         | 323    |
| 31  | LMGTE Am              | 76  | IMSA Performance Matmut   | Raymond Narac Nicolas Armindo David Hallyday          | Porsche 4.0 L Flat-6             | M         | 323    |
| 32  | LMGTE Am              | 53  | Ram Racing                | Johnny Mowlem Archie Hamilton Mark Patterson          | Ferrari 458 Italia GT2           | M         | 319    |
| 32  | LMGTE Am              | 53  | Ram Racing                | Johnny Mowlem Archie Hamilton Mark Patterson          | Ferrari 4.5 L V8                 | M         | 319    |
| 33  | LMGTE Pro             | 79  | Prospeed Competition      | Jeroen Bleekemolen Cooper MacNeil                     | Porsche 997 GT3-RSR              | M         | 319    |
| 33  | LMGTE Pro             | 79  | Prospeed Competition      | Jeroen Bleekemolen Cooper MacNeil                     | Porsche 4.0 L Flat-6             | M         | 319    |
| 34  | LMGTE Am              | 67  | IMSA Performance Matmut   | Erik Maris Jean-Marc Merlin Éric Hélary               | Porsche 997 GT3-RSR              | M         | 317    |
| 34  | LMGTE Am              | 67  | IMSA Performance Matmut   | Erik Maris Jean-Marc Merlin Éric Hélary               | Porsche 4.0 L Flat-6             | M         | 317    |
| 35  | LMGTE Pro             | 97  | Aston Martin Racing       | Darren Turner Stefan Mücke Bruno Senna                | Aston Martin V8 Vantage GTE      | M         | 310    |
| 35  | LMGTE Pro             | 97  | Aston Martin Racing       | Darren Turner Stefan Mücke Bruno Senna                | Aston Martin 4.5 L V8            | M         | 310    |
| 36  | LMGTE Pro             | 91  | Porsche Team Manthey      | Patrick Pilet Nick Tandy Jörg Bergmeister             | Porsche 911 RSR                  | M         | 309    |
| 36  | LMGTE Pro             | 91  | Porsche Team Manthey      | Patrick Pilet Nick Tandy Jörg Bergmeister             | Porsche 4.0 L Flat-6             | M         | 309    |
| 37  | LMP2                  | 27  | SMP Racing                | Sergey Zlobin Anton Ladygin Mika Salo                 | Oreca 03R                        | M         | 303    |
| 37  | LMP2                  | 27  | SMP Racing                | Sergey Zlobin Anton Ladygin Mika Salo                 | Nissan VK45DE 4.5 L V8           | M         | 303    |
| 38  | LMGTE Am              | 62  | AF Corse                  | Yannick Mollégol Jean-Marc Bachelier Howard Blank     | Ferrari 458 Italia GT2           | M         | 295    |
| 38  | LMGTE Am              | 62  | AF Corse                  | Yannick Mollégol Jean-Marc Bachelier Howard Blank     | Ferrari 4.5 L V8                 | M         | 295    |
| NC  | LMP1-H                | 20  | Porsche Team              | Timo Bernhard Brendon Hartley Mark Webber             | Porsche 919 Hybrid               | M         | 346    |
| NC  | LMP1-H                | 20  | Porsche Team              | Timo Bernhard Brendon Hartley Mark Webber             | Porsche 2.0 L Turbo V4           | M         | 346    |
| DNF | LMP1-H                | 7   | Toyota Racing             | Alexander Wurz Stéphane Sarrazin Kazuki Nakajima      | Toyota TS040 Hybrid              | M         | 219    |
| DNF | LMP1-H                | 7   | Toyota Racing             | Alexander Wurz Stéphane Sarrazin Kazuki Nakajima      | Toyota 3.7 L V8                  | M         | 219    |
| DNF | LMGTE Am              | 72  | SMP Racing                | Andrea Bertolini Viktor Shaitar Alexsey Basov         | Ferrari 458 Italia GT2           | M         | 196    |
| DNF | LMGTE Am              | 72  | SMP Racing                | Andrea Bertolini Viktor Shaitar Alexsey Basov         | Ferrari 4.5 L V8                 | M         | 196    |
| DNF | LMGTE Am              | 75  | Prospeed Competition      | François Perrodo Emmanuel Collard Markus Palttala     | Porsche 997 GT3-RSR              | M         | 194    |
| DNF | LMGTE Am              | 75  | Prospeed Competition      | François Perrodo Emmanuel Collard Markus Palttala     | Porsche 4.0 L Flat-6             | M         | 194    |
| DNF | LMGTE Pro             | 52  | Ram Racing                | Matt Griffin Álvaro Parente Federico Leo              | Ferrari 458 Italia GT2           | M         | 140    |
| DNF | LMGTE Pro             | 52  | Ram Racing                | Matt Griffin Álvaro Parente Federico Leo              | Ferrari 4.5 L V8                 | M         | 140    |
| DNF | LMP2                  | 26  | G-Drive Racing            | Roman Rusinov Olivier Pla Julien Canal                | Morgan LMP2                      | D         | 120    |
| DNF | LMP2                  | 26  | G-Drive Racing            | Roman Rusinov Olivier Pla Julien Canal                | Nissan VK45DE 4.5 L V8           | D         | 120    |
| DNF | LMGTE Am              | 60  | AF Corse                  | Peter Ashley Mann Lorenzo Casè Raffaele Gianmaria     | Ferrari 458 Italia GT2           | M         | 115    |
| DNF | LMGTE Am              | 60  | AF Corse                  | Peter Ashley Mann Lorenzo Casè Raffaele Gianmaria     | Ferrari 4.5 L V8                 | M         | 115    |
| DNF | LMP2                  | 47  | KCMG                      | Matthew Howson Richard Bradley Alexandre Imperatori   | Oreca 03R                        | M         | 87     |
| DNF | LMP2                  | 47  | KCMG                      | Matthew Howson Richard Bradley Alexandre Imperatori   | Nissan VK45DE 4.5 L V8           | M         | 87     |
| DNF | LMP1-L                | 13  | Rebellion Racing          | Andrea Belicchi Fabio Leimer Dominik Kraihamer        | Rebellion R-One                  | M         | 73     |
| DNF | LMP1-L                | 13  | Rebellion Racing          | Andrea Belicchi Fabio Leimer Dominik Kraihamer        | Toyota RV8KLM 3.4 L V8           | M         | 73     |
| DNF | LMP2                  | 48  | Murphy Prototypes         | Nathanaël Berthon Karun Chandhok Rodolfo Gonzalez     | Oreca 03R                        | D         | 73     |
| DNF | LMP2                  | 48  | Murphy Prototypes         | Nathanaël Berthon Karun Chandhok Rodolfo Gonzalez     | Nissan VK45DE 4.5 L V8           | D         | 73     |
| DNF | LMP2                  | 41  | Greaves Motorsport        | Michael Munemann Alessandro Latif James Winslow       | Zytek Z11SN                      | D         | 31     |
| DNF | LMP2                  | 41  | Greaves Motorsport        | Michael Munemann Alessandro Latif James Winslow       | Nissan VK45DE 4.5 L V8           | D         | 31     |
| DNF | LMGTE Pro             | 71  | AF Corse                  | Davide Rigon Pierre Kaffer Olivier Beretta            | Ferrari 458 Italia GT2           | M         | 28     |
| DNF | LMGTE Pro             | 71  | AF Corse                  | Davide Rigon Pierre Kaffer Olivier Beretta            | Ferrari 4.5 L V8                 | M         | 28     |
| DNF | LMP1-H                | 3   | Audi Sport Team Joest     | Filipe Albuquerque Marco Bonanomi Oliver Jarvis       | Audi R18 e-tron quattro          | M         | 25     |
| DNF | LMP1-H                | 3   | Audi Sport Team Joest     | Filipe Albuquerque Marco Bonanomi Oliver Jarvis       | Audi TDI 4.0 L Turbo V6 (Diésel) | M         | 25     |
| DNF | LMGTE Am              | 81  | AF Corse                  | Stephen Wyatt Michele Rugolo Sam Bird                 | Ferrari 458 Italia GT2           | M         | 22     |
| DNF | LMGTE Am              | 81  | AF Corse                  | Stephen Wyatt Michele Rugolo Sam Bird                 | Ferrari 4.5 L V8                 | M         | 22     |
| DNF | LMP2                  | 37  | SMP Racing                | Kirill Ladygin Maurizio Mediani Nicolas Minassian     | Oreca 03R                        | M         | 9      |
| DNF | LMP2                  | 37  | SMP Racing                | Kirill Ladygin Maurizio Mediani Nicolas Minassian     | Nissan VK45DE 4.5 L V8           | M         | 9      |
| DNF |                       | 0   | Nissan Motorsports Global | Lucas Ordóñez Wolfgang Reip Satoshi Motoyama          | Nissan ZEOD RC                   | M         | 5      |
| DNF | Nissan 1.5 L Turbo I3 | 0   | Nissan Motorsports Global | Lucas Ordóñez Wolfgang Reip Satoshi Motoyama          |                                  | M         | 5      |
| WD  | LMGTE Pro             | 99  | Aston Martin Racing       | Darryl O'Young Alex MacDowall Fernando Rees           | Aston Martin V8 Vantage GTE      | M         | –      |
| WD  | LMGTE Pro             | 99  | Aston Martin Racing       | Darryl O'Young Alex MacDowall Fernando Rees           | Aston Martin 4.5 L V8            | M         | –      |

Fuentes: FIA WEC.